# EN18

## Guarda - Ervidel
A EN 18 - Guarda-Ervidel, é uma estrada nacional que integra a rede nacional de estradas de Portugal.
Tem o seu quilómetro zero no entroncamento com a EN 16, na cidade da Guarda, e o seu final no entroncamento com a EN 2 em Ervidel, no Alentejo. Atravessa o Rio Tejo na Ponte de Portas de Ródão.
Atravessa as principais cidades das regiões da Beira Interior (Guarda, Covilhã e Castelo Branco) e do Alentejo (Portalegre, Évora e Beja). Cruza-se com algumas das principais estradas nacionais portuguesas, nomeadamente a EN 2, a EN 3, a EN 4 e a EN 16.
Ainda no período de vigência do primeiro Plano Rodoviário Nacional, foi construída uma variante à cidade da Covilhã, entre as vilas do Teixoso e do Tortosendo.
Grande parte do seu traçado (entre a Guarda e Beja, com a excepção da travessia do Tejo que passou a ser feita pela Barragem de Fratel) foi integrado, no Plano Rodoviário Nacional de 1985, no IP 2- Itinerário Principal n.º2. 
Com a construção da via rápida IP2, muitos troços no Alentejo (nomeadamente Portalegre-Estremoz e São Manços-Beja) deixaram de ter a designação N18. Esta persiste apenas nos seguintes lanços:
- Guarda-Castelo Branco
- Sarnadas de Ródão (EN 3)-Portalegre
- Estremoz (EN 4)-Évora-São Manços (entroncamento da Estrada de Reguengos)
- Beja-Ervidel (EN 2)

## Percurso
| Nome da Saída/Localidade Intermédia       | Estrada que liga |
| ----------------------------------------- | ---------------- |
| Ervidel                                   | N 2              |
| Santa Vitória                             |                  |
| Ribeira da Levada                         |                  |
| Penedo Gordo                              |                  |
| Santa Clara do Louredo                    | R 513            |
| Beja                                      |                  |
| IP 2 / Santa Clara do Louredo             | IP 2             |
| IP 8 / Nossa Senhora das Neves / Beringel | IP 8 N 121       |
| Coitos                                    |                  |
| São Matias                                |                  |
| IP2 / São Matias                          | IP 2             |
| São Vicente de Pigeiro                    | N 256            |
| Aguiar                                    | N 254            |
| Évora                                     |                  |
| São Miguel de Machede                     | N 254            |
| A 6                                       | A 6              |
| Azaruja                                   |                  |
| Vale do Pereiro                           |                  |
| Vimieiro                                  | N 372 N 372-1    |
| Évora-Monte                               |                  |
| Arraiolos                                 | N 4              |
| A 6 / IP 2                                | A 6 IP 2         |
| Borba                                     | N 4              |
| Santa Vitória do Amexial                  | N 245            |
| Estremoz                                  |                  |
| IP2 / São Lourenço de Mamporcão           | IP 2             |
| Portalegre                                | N 246 N 359      |
| Crato                                     | IC13             |
| Monte Velha                               |                  |
| Fortios                                   |                  |
| Alagoa                                    |                  |
| Alpalhão                                  |                  |
| Estrada regionalizada                     |                  |
| Vila Velha de Ródão                       |                  |
| Gavião de Ródão                           | N 241            |
| Arraiolos                                 | N 3              |
| A 23                                      | A 23 IP 2 IP 6   |
| Represa                                   |                  |
| A 23                                      | A 23 IP 2        |
| Castelo Branco                            |                  |
| Taberna Seca                              | N 233            |
| Salgueiro do Campo                        | N 112            |
| Escalos de Cima                           | N 233            |
| A 23                                      | A 23             |
| Alcains                                   |                  |
| A 23                                      | A 23             |
| Lardosa                                   |                  |
| A 23                                      | A 23             |
| Alpedrinha                                |                  |
| Donas                                     |                  |
| Fundão                                    |                  |
| Souto da Casa                             | N 238            |
| A 23                                      | A 23             |
| Mata Mouros                               |                  |
| Refúgio                                   |                  |
| Covilhã                                   |                  |
| Quinta da Cabeça                          |                  |
| Canhoso                                   |                  |
| Teixoso                                   |                  |
| Caria                                     | R 18-3           |
| Orjais                                    |                  |
| Belmonte                                  |                  |
| Ribeira da Gaia                           |                  |
| Gaia                                      |                  |
| A 23 / Benespera                          | A 23             |